# Фантомът от Операта (мюзикъл)
Вижте пояснителната страница за други значения на Фантомът от Операта.
„Фантомът от Операта“ (на английски: The Phantom of the Opera) е мюзикъл от британския композитор Андрю Лойд Уебър.
Базиран е на романа „Фантомът от Операта“ на Гастон Льору. Вокалните партии за ролята на Кристин Дайе са композирани специално за гласа на Сара Брайтмън, тогава негова съпруга. Либретото е дело на Чарлс Харт и Ричърд Стилгоу.
За пръв път мюзикълът е представен пред публика на 9 октомври 1986 г. в Лондон, където се играе и до днес. Мюзикълът се поставя и на „Бродуей“, Ню Йорк, където заема първо място по брой представления.
Основните действащи лица са Кристин Дайе, Фантомът, Раул и Карлота.

## Структура на мюзикъла

### Първо действие
- Overture
- Think of Me
- Angel of Music
- Little Lotte
- Angel of Music (The Mirror)
- The Phantom of the Opera
- Music of the Night
- I Remember.../Stranger Than You Dreamt It
- Magical Lasso
- Notes.../Prima Donna
- Poor Fool, He Makes Me Laugh (Il Muto)
- Why Have You Brought Me Here?/Raoul, I've Been There
- All I Ask of You
- All I Ask of You (Reprise)

### Второ действие
- Entr'acte
- Masquerade/Why So Silent...?
- Notes.../Twisted Every Way
- Wishing You Were Some How Here Again
- Wandering Child
- We Have All Been Blind
- Don Juan
- The Point of No Return
- Down Once More.../Track Down This Murderer